# Malacoscylus auricomus
Malacoscylus auricomus är en skalbaggsart som beskrevs av Bates 1881. Malacoscylus auricomus ingår i släktet Malacoscylus och familjen långhorningar. Inga underarter finns listade i Catalogue of Life.